# 8123 Canaletto
8123 Canaletto là một tiểu hành tinh vành đai chính with a periapsis of 1.99 AU Nó có độ lệch tâm là 0.131 và chu kỳ quỹ đạo là 1263.5 days (3.46 năm).
Caldeira có vận tốc quỹ đạo trung bình là 19.692 km/s và độ nghiêng quỹ đạo là 3.754°.
Nó được phát hiện ngày 26 tháng 3 năm 1971 bởi Cornelis Johannes van Houten, Ingrid van Houten-Groeneveld và Tom Gehrels
Nó được đặt theo tên, the artist Giovanni Antonio Canal who is commonly called Canaletto.